# (587) Hipsípila
(587) Hipsípila es un asteroide perteneciente al cinturón de asteroides descubierto el 22 de febrero de 1906 por Maximilian Franz Wolf desde el observatorio de Heidelberg-Königstuhl, Alemania.
Está nombrado por Hipsípila, un personaje de la mitología griega.
Hipsípila forma parte de la familia asteroidal de Focea.